# 15834 McBride
15834 McBride (1995 CT1) là một tiểu hành tinh vành đai chính được phát hiện ngày 4 tháng 2 năm 1995 bởi D. J. Asher ở Siding Spring.